# Ментализация
Ментализа́ция — это эмоциональная восприимчивость и когнитивная способность представлять психическое состояние самого себя и других людей. Это форма социального познания, позволяющая нам воспринимать и интерпретировать человеческое поведение как детерминированное не сугубо внешними, материальными причинами, а внутренними интенциональными состояниями, например, потребностями, целями, желаниями, чувствами, представлениями. Применимая по отношению к себе, ментализация представляет собой способность обнаруживать посредством рефлексии, какие обстоятельства и переживания в прошлом и настоящем привели к возникшим желаниям и мыслям. Ментализация включает в себя бессознательное, автоматическое и сознательное преднамеренное применение своей способности понимания как когнитивных, так и аффективных аспектов собственного психического состояния и психического состояния других.

## История
В то время, как теория сознания обсуждалась в философии, по крайней мере, со времён Декарта, концепт ментализации в психоаналитической литературе появился в конце 1960-х годов и был проверен эмпирически только в 1983 году, когда Хайнц Уиммер и Джозеф Пернер провели первый эксперимент, предметом которого стало исследование понимания детьми ложных убеждений (оно показало, что, примерно, до четырёх с половиной лет дети не могут последовательно предсказать поведение окружающих в силу непринятия во внимание их ложных убеждений — под «ложными убеждениями» понимается неверное представление о каком-либо феномене).
Данная область была расширена в ранних 1990-х, когда Саймон Барон-Коэн и Ута Фрит, основываясь на работе Уиммера и Парнера, объединили её с исследованием психологических и биологических механизмов, лежащих в основе аутизма и шизофрении. В то же время Питер Фонаги (Peter Fonagy) и его коллеги применяли эти данные к исследованию в рамках психологии развития в контексте нарушения привязанности: дети, выросшие со старшими сиблингами, лучше понимали, есть ли у людей ложные убеждения — Фонаги и сотрудники предполагали, что способность к ментализации не просто созревает как свойство сама по себе, но что она развивается с первых лет жизни только при взаимодействии с опекуном (родителем).
Позже несколько исследователей детского психического здоровья, такие как Ариетта Слейд (Arietta Slade) , Джон Гриненберг (John Grienenberger), Алисия Либерман (Alicia Lieberman), Дэниел Шечтер (Daniel Schechter), и Сьюзан Котс (Susan Coates), применяли концепцию ментализации при исследованиях родительства и клинических интервенций с родителями, детьми и подростками.
Ментализация нашла применение в теории привязанности и саморазвития. История привязанности частично детерминирует силу ментализационных возможностей индивида. Согласно Питеру Фонаги, индивиды с нарушенной привязанностью (в силу физического, психологического или сексуального насилия), могут сталкиваться со значительными трудностями при развитии способности к ментализации. Ученые разработали программу исследований, которая рассматривает разработку основных этапов развития вплоть до возникновения способности к ментализации, а также влияние обладания этой способностью на взрослого человека (как нарушения в её развитии может привести к психическим расстройствам).

## Развитие ментализации
Согласно П. Фонаги и М. Таргет, возможность интерпретировать психические состояния возникает тогда, когда достигнуто значительное социальное развитие человека. Они называют эту развивающуюся функцию функцией межличностной интерпретации и считают, что она является инструментом для обработки новых впечатлений. Чтобы использовать её, необходимо иметь более сложные психические функции, такие как:
- Регуляция эмоций;
- Внимание и контроль;
- Интериоризированные навыки к сотрудничеству.

Для того, чтобы использовать ментализацию, необходимо, по мнению исследователей, сложное взаимодействие других психических функций, развитие которых должно проходить своевременно и разносторонне. Так, если недостаточно развита функция контроля внимания, человек не сможет задействовать функцию межличностной интерпретации в стрессовых ситуациях. Отрицательные эмоциональные реакции на действия других не могут быть соотнесены с психическим состоянием собеседника. Человек существует автономно, сам по себе и не может перенести враждебное поведение на собственные действия и высказывания и, соответственно, отразить вызвавшие такое поведения причины.
Ментализация развивается в контексте отношений ребёнка и значимого взрослого через самые ранние процессы отзеркаливания аффектов; она необходима для формирования интерсубъективности (отчётливого и стабильного чувства Я, самоидентичности). Ребёнок становится самостоятельным субъектом, осознающим собственные желания, мысли и чувства как автономные и отличные от субъективного мира других, когда родители не только реагируют на его потребностные и эмоциональные состояния соответствующими действиями, но и обозначают их как психические явления («ты голодный»). Благодаря этому взрослый предвосхищает субъективность ребёнка и таким образом формирует её. Эффективная ментализация, представляющаяся ключевым фактором развития зрелой системы саморегуляции и способов организации, осмысления собственного опыта, опирается на комплекс взаимосвязанных психических процессов:
- Развитое представление о временной перспективе, что может служить дополнительным регулятором поведения;
- Умение выстраивать причинно-следственные связи между событиями и эмоциями;
- Определённую толерантность к неопределённости;
- Возможность разделять реальность и её репрезентации.

Нарушения или искажения протекания какого-либо из этих звеньев психической активности оказывают влияние на процесс ментализации, на её уровень и качество — однако эти звенья могут быть восстановлены в результате психотерапевтического воздействия. Способность к ментализации может развиваться и через осознание индивидуальности каждого человека. Социальная природа личности становится основой для получения и накопления культурных знаний, формирующих «социальную совесть», благодаря чему возникает способность к альтруизму и взаимопомощи — это также связано с возможностью ментализации. Согласно П. Фонаги, ведущую роль в развитии ментализации играют взаимоотношения ребёнка со взрослым, небезопасная же привязанность приводит к нарушению её развития.
Фактором, негативно влияющим на развитие данной способности, является также агрессия по отношению к ребенку. Если объект настроен негативно и сверхкритично, то развитие представлений о внутреннем мире Другого оказывается наполнено фрустрациями, чувством вины и собственной неполноценности. В этом случае процесс ментализации ведет к болезненным переживаниям, нарастанию тревоги и блокируется. Отказ представлять себе Другого наделенным собственными мыслями и чувствми, способным страдать и испытывать гнев, снижает регуляторные возможности эмпатии. Собственная агрессия — в том числе аутоагрессия — не может быть ограничена состраданием или предвосхищаемым чувством вины и, наоборот, усиливается с тем, чтобы разрушить мучительные мысли и связи.

## Связь с религией
По мнению американского антрополога Джозефа Хенрика, воспроизведение мышления существа, которого никто никогда не видел или с которым никто не сталкивался (духов, Бога и т. п.), может потребовать особенно мощных способностей к ментализации. Вероятно, что обладатели лучших способностей к ментализации могут быть более склонны к вере в богов, призраков и духов потому, что они лучше воспроизводят в воображении образ мышления таких существ. Влиянием ментализации можно объяснить и то, что, согласно общемировым опросам, женщины более склонны верить в Бога, чем мужчины. Во всех обществах женщины лучше мужчин умеют ментализировать и сопереживать. Поэтому бо́льшая религиозность женщин во многих этносах может быть побочным продуктом их большей способности к эмпатии.

## Нарушение ментализации
Высшим выражением развития функции межличностной интерпретации исследователи видели возможность понимать психические состояния, на которых основано поведение. Нарушение привязанности препятствует развитию этой функции. В частности, людям, которые страдают от расстройства личности, она не доступна.
Способность к ментализации обладает как стабильными, так и непостоянными аспектами, изменчивость которых зависит от степени эмоционального возбуждения и контекста межличностных отношений. Нарушения ментализации могут быть тотальными, а могут — ситуационно зависимыми, проявляясь при актуализации отношений привязанности. Качественно виды нарушения ментализации отличаются способом построения репрезентаций переживаний Другого: в ментализационных понятиях отражаются нарушения процесса обобщения — способности к отражению существенных свойств, отношений между предметами.

### Низкий уровень ментализации
Низкий уровень ментализации — это нарушение способности устанавливать связи между своим поведением и психическим состоянием и строить гипотезы относительно внутреннего мира себя и других людей, выходящие за рамки конкретной ситуации. Для такого нарушения характерно сверхобобщение, свидетельствующее о когнитивной недифференцированности индивида. В этом случае интерпретации человека носят пристрастный (окрашенный конкретным потребностным состоянием) характер, а образ Другого с трудом может быть интегрирован на основе разных взаимодействий, при этом каждое из предположений представляется единственно верным, а связь между конкретной репрезентацией и реальностью становится ригидной и жёсткой. В речи индивида с низким уровнем ментализации преобладают внешние физические, ситуативные или социальные признаки, формулы долженствования, которые замещают такие понятия, как чувства, потребности, желания и т. д. Крайний вид этого нарушения — игнорирование чувств и мыслей другого человека.

### Псевдоментализация
Псевдоментализация — это подмена реальности Другого предположениями о его психическом состоянии на основе собственных убеждений и схем. Они кажутся невероятными, практически не базируются на эмпирических фактах, но высказываются с большой уверенностью. Представления о людях и их переживаниях становятся выхолощенными, они не направлены на коммуникацию. Похожая картина мышления отмечается в самосознании пациентов с пограничным расстройством личности — в их случае доминируют желания и потребности, исключительно исходя из которых строится система репрезентаций реальности, внутренного мира Я и Другого — в результате между мнимой реальностью пациента и действительностью оказывается мало общего.

## Психотерапия, основанная на ментализации
Психотерапия, основанная на ментализационных процессах, была создана П. Фонаги и продолжает разрабатываться в настоящее время: результаты исследований П. Фонаги и коллег публикуются практически ежегодно. Применяется данный подход в первую очередь в терапии пациентов с пограничным расстройством личности (ПРЛ).
Основное внимание в лечении пограничного расстройства личности должно быть на стабилизации самосознания и помощи пациенту оставаться на оптимальном уровне возбуждения в контексте хорошо управляемых (не слишком близких и не слишком отчужденных) отношений привязанности между пациентом и терапевтом.
Пациент с ПРЛ исключительно чувствителен ко всем межличностным взаимодействиям. Таким образом, терапевт должен осознавать, что терапия — межличностное взаимодействие — неизбежно вызовет тревогу, связанную с потерей чувства себя, и что последующий эмоциональный опыт станет угрозой подавления умственных способностей пациента, приводя к эскалации эмоций и неспособности точно понимать мотивы других. Психиатры и другие специалисты в области психического здоровья также должны быть осведомлены о такой чувствительности, если они хотят избежать ятрогенного воздействия на пограничного пациента. Стационарная госпитализация, например, представляет собой интенсивный эмоциональный опыт для всех пациентов и ухудшит их состояние в силу гиперстимуляции процесса привязанности, если будет произведена недостаточно бережно. Эта гиперстимуляция может привести к длительной неэффективности лечения при применении немодифицированных интенсивных методов лечения
.
Первоначальная задача вида терапии, предложенного П. Фонаги, заключается в стабилизации эмоционального выражения, так как без улучшения контроля аффекта не возможно серьезное рассмотрение внутренних репрезентаций. Хотя верно и обратное. Идентификация и выражение аффекта являются первостепенной целью потому, что они представляют собой непосредственную угрозу непрерывности терапии, так же как и потенциально — жизни пациента. Неконтролируемый аффект ведёт к импульсивности, и, как только он берётся под контроль, становится возможным сосредоточиться на внутренних репрезентациях и укрепить самосознание пациента.
Основная цель любого вмешательства в рамках данной терапии заключается в восстановлении навыков ментализации на основе воссоздания отношений привязанности «здесь-и-теперь» в терапевтических отношениях посредством создания безопасных отношений, в которых становится возможно обращение к прежнему эмоциональному опыту. Одновременно терапевт обучает пациента модели ментализации, проясняет для него диагноз так, чтобы обратить пациента к размышлениям о его состоянии. Терапевт изучает прошедшие и актуальные отношения пациента и должен выяснить, как тот опыт связан с возникшими проблемами, так как каждая проблема вписана в контекст межличностного взаимодействия. Анализ этого взаимодействия — это основа, на которой выстраивается ментализация. Среди основных техник выделяют следующие: использование кратких простых интервенций, а не интерпретаций, немедленное подкрепление успешного ментализирования и использование внутреннего мира терапевта как модели — все эти методы предполагают внимание к переживаниям пациента, а не к его поведению.